# ジョン・ハーディー (ラグビー選手)
ジョン・ハーディー（John Hardie、1988年7月27日 - ）は、RFUチャンピオンシップニューカッスル・ファルコンズに所属するラグビーユニオン選手。

## プロフィール
- ニュージーランド・ラムスデン出身。
- ポジションはフランカー(FL)。
- 身長 183cm、体重 102kg
- スコットランド代表キャップは16（2020年6月現在）でラグビーワールドカップ2015のスコットランド代表に選ばれた[1]。

## 略歴
サウスランド、ハイランダーズ、エディンバラを経て、2018年、ニューカッスル・ファルコンズに加入。  